# Убийство на Михаил Стоянов
Убийството на Михаил Стоянов е извършено на 30 септември 2008 г. в Борисовата градина в София.
Получава широк отзвук в медиите и сред ЛГБТ общността. Към момента на убийството Стоянов е на 25 години, студент по медицина в София. Смъртта му настъпва след тежък побой. В продължение на две години няма задържани по случая, но през юни 2010 г. полицията задържа двама заподозрени – Радослав Кирчев (по това време на 19 г.) и Александър Георгиев (по това време на 20 г.). Пред разследващите задържаните заявяват, че са участвали в група от петима, която е „прочиствала“ парка от гей мъже. Разследващите получават данни за поне още десет нападения, по които се търсят доказателства. По-късно пред медиите майката на Михаил, Христина Стоянова, посочва, че не знае дали синът ѝ е бил със сигурност гей или не.
На 4 май 2012 г. е организиран граждански протест срещу бавното правосъдие по случая на Михаил, тъй като по това време разследването още не е приключило, а изтича определеният по закон двугодишен срок, в който заподозрени могат да бъдат задържани с мярка за неотклонение, без да им бъде повдигнато обвинение. Разследването приключва на 28 май, но до четвъртата годишнина от смъртта на Михаил на 30 септември няма внесен обвинителен акт срещу заподозрените. Това става повод неправителствени организации да подемат международна кампания с искане за правосъдие в разумен срок и за включване на сексуалната ориентация като признат от Наказателния кодекс признак, на основата на който се извършват престъпления от омраза.
През септември 2012 г. правозащитните организации Български хелзинкски комитет и Амнести Интърнешънъл подемат международна кампания срещу бавното правосъдие по случая на Михаил Стоянов.
В средата на декември 2012 г. Софийска градска прокуратура внася в съда обвинителен акт срещу Александър Георгиев и Радослав Кирчев.

## Убийство
На 30 септември 2008 г. около 21:30 ч. Михаил Стоянов напуска дома си в кв. „Младост 3“ в София. Казва на майка си, Христина Стоянова, че иска малко да си почине от четенето за държавния изпит и че скоро ще се прибере. Носи дънки, зелена фланелка с дълги ръкави, жилетка в сиво и бяло, бежово-оранжеви спортни обувки и сиви чорапи.
Според версията на прокуратурата малко по-късно същата вечер на алея в Борисовата градина се засича с група от няколко момчета, в която са Радослав Кирчев с прякор Рацата (по това време на 17 г.) и Александър Георгиев с прякор Джи. При разминаването единият се нахвърля върху него и почва да го удря по лицето, главата и гърдите. Друг го хваща с ръце за лицето и го притиска. В мелето внезапно се чува прищракване — от счупване на подезичната кост. Върху Стоянов е нанесен тежък побой — ритат го, душат го, скачат върху него. Студентът не оказва съпротива, едва си поема дъх, припада. Биячите го зарязват на алеята срещу спирката на „Ропотамо“. Преди да изчезнат Георгиев го обръща и пребърква джобовете на панталона му. Задига телефон „Нокия“, който по-късно го издава.
Трупът на Михаил е открит на 30 метра навътре в парка. Студентът умира от задушаване (механична асфикция).

## Разследване
След убийството Кирчев се похвалил, че заедно с Георгиев са налагали Стоянов. Според разследващите той дори разказал пред свидетел как вратът на младежа „изщракал“.
Георгиев също проговорил. Първо питал свой приятел какво ще стане, ако е убил някого или е съучастник в убийство. После му разказал за случилото се в парка, споменал и за откраднатия мобилен телефон.
До обвинение на Кирчев и Георгиев от страна на разследващите се стига, след като единият използвал телефона на Стоянов около 50 дни след нападението. После Георгиев склонявал свой приятел да каже, че е купил телефона от друг. Разпити на свидетели и проверки на местата, където е ползван телефонът, обаче сочат противното. При огледа на мястото на убийството са намерени косми, ключове, монети и червено гребенче. Под ноктите на Михаил Стоянов е открита кръв.
Прокуратурата повдига обвинение за убийството, извършено по хулигански подбуди. Според обвинението нападателите решили, че студентът им прилича на гей и затова му се нахвърлили. Един от групата след убийството обяснявал, че в парка имало много презервативи и той и приятелите му се дразнели. Смятали, че са от хомосексуални, които „цапали парка“. Защитата на уличените твърди, че по делото няма данни убийството да е извършено по хомофобски подбуди.
Версията, че Кирчев и Георгиев са имали съучастник, обаче остава. Кръвта под ноктите на Мишо не е на обвиняемите. Първоначално има и трети обвиняем, но разследването срещу него е прекратено.
Радослав и Александър са задържани на 2 юни 2010 г. Разследването се проточва и съдът ги пуска под гаранция.
Христина Стоянова посочва пред медии, че забавянето на досъдебното производство е резултат от множество искания на обвиняемите за промяна на мярката им за неотклонение: Постоянно искаха да ги пуснат от ареста и така бавеха делото.

## Съдебно дело
В края на месец октомври 2013 г. се провеждат първите съдебни заседания по делото.
Пледоариите по делото са насрочени за 15 юли 2014 г.
През 2017 година Апелативен съд – София осъжда Георгиев на 15 години затвор, а Кирчев – на 6 години.
През 2018 година Върховният касационен съд изменя решението на Апелативен съд – София като намалява наказанията на 10 години за Георгиев и на 4 години и 6 месеца за Кирчев.
С решение на Европейския съд по правата на човека от 14 юни 2022 по делото „Стоянова срещу България“ (жалба № 56070/2018 г.), влязло в сила на 14 септември 2022, е установено нарушение на чл. 14, вр. чл. 2 от Европейската конвенция за защита правата на човека и основните свободи. Вземайки предвид решението на ЕСПЧ главният прокурор на Република България внася пред ВКС искане за възобновяване на наказателното производство, като са обсъдени хомофобските подбуди. С решение на ВКС от 16 ноември 2023 г. Александър Георгиев и Радослав Кирчев са окончателно признати за виновни за убийството на Михаил Стоянов, връщайки присъдата от 2017 г. съответно 15 години лишаване от свобода за Георгиев и 6 години за Кирчев, като и двете наказания да се изтърпят при първоначален строг режим.
| „      | В мотивите на решението си ВКС изрично е отбелязал, че убедеността на подсъдимите, че могат да определят кръга на лицата, които имат право да посещават едно обществено място – един от най-големите паркове в столицата, само и единствено въз основа на личната им преценка за действителната или предполагаема сексуална ориентация на посетителите, илюстрира дълбока порочност във формираните у тях възгледи за равноправието на хората, за отхвърлянето на всякакъв вид дискриминация, като проява на демократичното общество, за зачитане свободата на личността и правото на живот, като върховно благо. | “ |
| [ 17 ] | |   |

## Обществена реакция
На 21 май 2013 г. Български хелзинкски комитет за втори път отправя искане до главния прокурор, вече Сотир Цацаров, делото за убийството да бъде поставено под специален надзор.